# Objeto físico

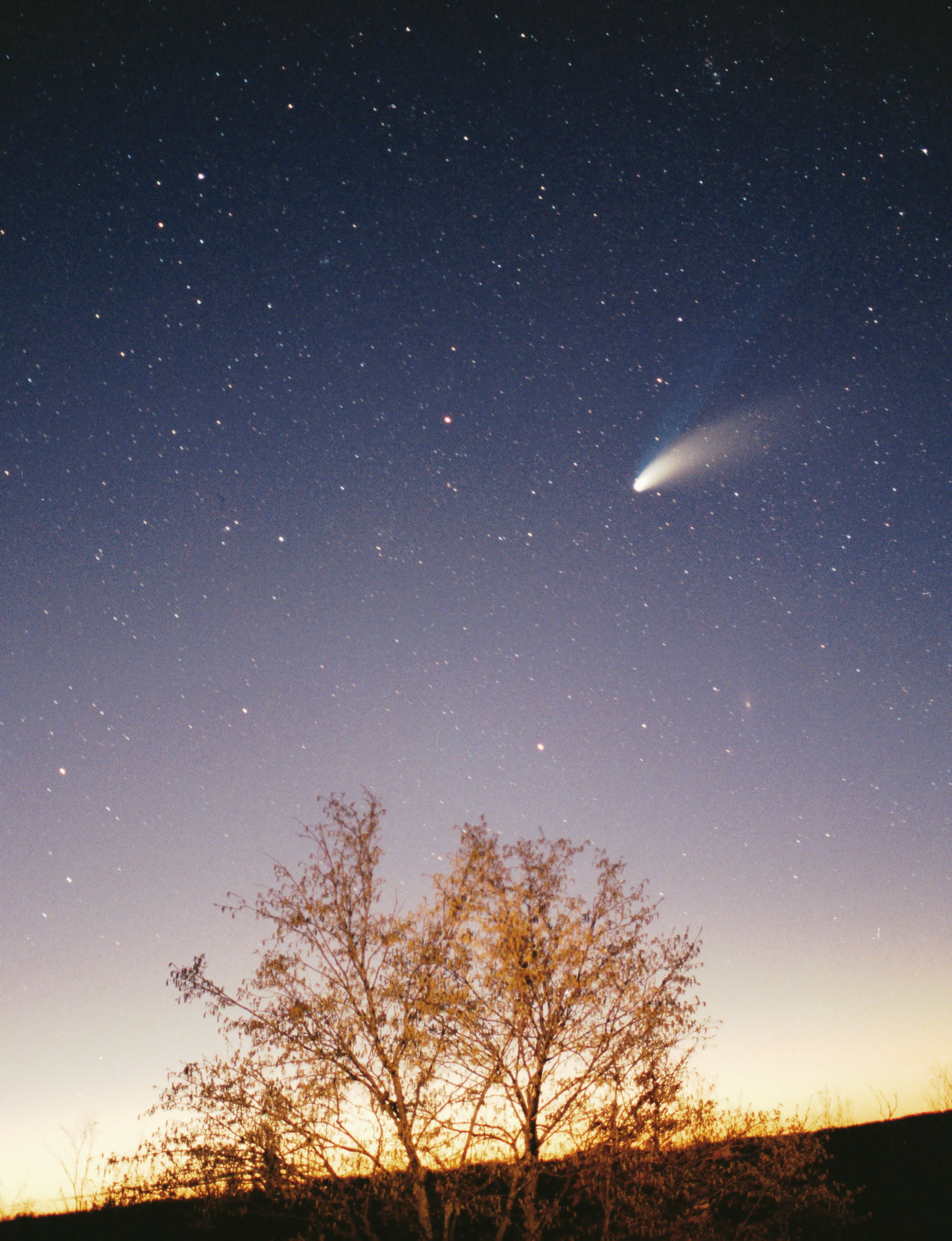
Los cometa son ejemplos de objetos físicos en el contexto astronómico, en la foto el cometa Hale-Bopp en el centro de la imagen.

En el ámbito de la física, se denomina objeto físico (a veces denominados simplemente cuerpo u objeto) a un agregado de materia ordinaria (materia másica) que es tratado como si fuera un único cuerpo. Por ejemplo, una pelota de fútbol puede ser considerada un objeto aunque la pelota en realidad consiste de un agregado de muchas partículas (trozos de materia).
Aunque la definición común de los objetos físicos entiende que ellos poseen volumen en el mundo físico, existen ciertas teorías de la física cuántica y cosmología que desafían esta aseveración.

## Detalles
Un cuerpo físico es un objeto que puede ser descrito mediante diversas teorías físicas (según el interés en concreto estas teorías podrían ir desde la mecánica clásica a mecánica cuántica), y con el cual se pueden realizar experimentos mediante el uso de instrumentos físicos. Esto abarca la determinación de la trayectoria de la posición a través del espacio, y en algunos casos su orientación en el espacio, durante un período de tiempo, como también cambios de los mismos a causa de las fuerzas que actúen sobre él.
En la física clásica, un cuerpo físico es un cuerpo con masa, no solo energía, es tridimensional (se extiende en tres dimensiones por el espacio), posee una trayectoria de su posición y orientación en el espacio, y su existencia se prolonga durante un cierto tiempo. Es el sujeto bajo estudio en un experimento y es el objeto del cual tratan las leyes físicas, o teorías físicas. Se lo puede considerar como un todo, pero puede estar formado del agregado de una serie de cuerpos físicos más pequeños, por ejemplo una pelota, protón, o planeta. Un cuerpo físico puede ser idealizado como un punto material que experimenta aceleración.
Por ejemplo, la fuerza de gravedad acelerará un cuerpo que no está sujeto, causando tanto un cambio en su posición como en su velocidad (es decir, una caída libre). Sin embargo, no es necesario que haya fuerzas presentes para ocasionar un cambio de posición, tal como observó I. Newton en su primera ley del movimiento, según la cual un cuerpo sobre el que no actúan fuerzas se moverá a celeridad constante (si el espacio no es euclídeo, como parece que sucede en nuestro universo, su trayectoria seguiría una geodésica temporal). Por otra parte en física cuántica y cosmología, se da la discusión de si las partículas elementales deben ser consideras cuerpos "extensos" o más bien puntos materiales sin extensión (aunque posiblemente la discusión sólo se cerrará cuando se posea una teoría coherente de la gravedad cuántica que aclare la naturaleza exacta del espacio-tiempo a escalas muy pequeñas).